# III. Donald skót király
Domnall mac Donnchada (mai gael nyelven: Dòmhnall mac Dhonnchaidh), magyarul III. Donald skót király, gúnynevén Bán vagyis Tisztességes a Dunkeld-ház tagja, Skócia királya 1093-1094 és 1094-1097 között. I. Duncan skót király és Suthen királyné második fia.
Apai nagyszülei: Crínáin és Bethóc (II. Malcolm skót király leánya)
Testvérei:
- III. Malcolm skót király (1031. március 26. - 1093. november 13.)
- Máel Muire, Atholl grófja

Donald fivére, Malcolm 1058 és 1093 között ült Skócia trónján, s halála után öccse és Malcolm legidősebb fia, Duncan kezdtek el vetélkedni egymással az ország koronájáért. Névleg tehát egyszerre két királya is volt Skóciának 1093. november 13. és 1094. november 12. között, III. Donald és unokaöccse, II. Duncan.
1094. november 12-én végül Donaldra rámosolygott a szerencse, ugyanis hirtelen meggyilkolták riválisát, s így már szabad lett az út a skót trónhoz.
Nem tudjuk, hogy hívták III. Donald hitvesét, s azt sem, hogy mikor keltek egybe, de az bizonyos, hogy a királynak csak leánya született, akit Bethocnak hívtak, így tehát az uralkodó halála után a korona III. Malcolm következő fiára, Edgarra szállt, aki 1097 és 1107 között volt az ország királya. 
III. Donald 1099-ben halt meg, a skóciai Forfarshire megyében, Rescobie városában. Végső nyughelye Iona szigetén található.

## Fordítás
- Ez a szócikk részben vagy egészben  a   Donald III of Scotland című angol Wikipédia-szócikk fordításán alapul.  Az eredeti cikk szerkesztőit annak laptörténete sorolja fel. Ez a jelzés csupán a megfogalmazás eredetét és a szerzői jogokat jelzi, nem szolgál a cikkben szereplő információk forrásmegjelöléseként.